# Масловка (Московская область)
Масловка — деревня в Чеховском районе Московской области, в составе муниципального образования сельское поселение Любучанское (до 29 ноября 2006 года входила в состав Любучанского сельского округа), деревня связана автобусным сообщением с райцентром и соседними населёнными пунктами.

## Население
| 2002 | 2006 | 2010 |
| ---- | ---- | ---- |
| 36   | ↗46  | ↘30  |

## География
Масловка расположена примерно в 10 км (по шоссе) на северо-восток от Чехова, на безымянном притоке реки Рожайка (правый приток реки Пахры), высота центра деревни над уровнем моря — 181 м, через деревню проходит старое Симферопольское шоссе.